# НХЛ Херитиџ класик
НХЛ Херитиџ класик (енгл. NHL Heritage Classic) је меч Националне хокејашке лиге који играју канадски клубови и који се одржава на отвореном.

## Историја
Први Херитиџ класик је одигран 22. новембра 2003. на на стадиону клуба канадског фудбала Едмонтон ескимоса - стадиону Комонвелт, између Едмонтон ојлерса и Монтреал канадијанса. Меч је претило 57.167 гледалаца на стадиону, док је преко малих екрана меч у Канади гледало 2.747 милиона гледалаца. Утакмица је завршена победом гостију из Монтреала. Канадијанси су славили са 4:3.
Други класик је одржан тек седам сезона касније, 20. фебруара 2011. Утакмица је одиграна на Стадиону Макман, између Калгари флејмса и Монтреал канадијанса. Флејмси су победили са 4:0 пред 41.022 гледалаца. За најбољег играча је проглашен голман Калгари Мика Кипрусоф који није примио погодак и имао је 39 одбрана.

## Херитиџ класик
| Година | Стадион           | Град              |                  |     |                      | Резултат |
| ------ | ----------------- | ----------------- | ---------------- | --- | -------------------- | -------- |
| 2003.  | Стадион Комонвелт | Едмонтон, Алберта | Едмонтон ојлерси | 3:4 | Монтреал канадијанси | 57.167   |
| 2011.  | Стадион Макмахон  | Калгари, Алберта  | Калгари флејмси  | 4:0 | Монтреал канадијанси | 41.022   |